# Панчево (село)
Па́нчево (болг. Панчево) — село в Кирджалійській області Болгарії. Входить до складу общини Кирджалі.

## Населення
За даними перепису населення 2011 року у селі проживали 236 осіб, з них 234 особи (99,6%) — турки.
Розподіл населення за віком у 2011 році:
Динаміка населення: